# Вюрцнерхорн
Вю́рцнерхорн (нем. Würznerhorn) — гора, расположенная на границе Лихтенштейна и Швейцарии, часть горного хребта Ретикон в Восточных Альпах. Недалеко от подножия горы в южной части княжества Лихтенштейн расположена община Бальцерс. Является самой северной границей Гризонских Альп в кантоне Граубюнден на юго-востоке Швейцарии и имеет над этим горным массивом высотное доминирование. Высшая точка горы расположена на высоте 1713 метров над уровнем моря. Географические координаты: 47°3’46" северной широты, 9°31’52" восточной долготы.
Является участком государственной границы «Рейн — Вюрцнерхорн» и обозначена в договоре 23 декабря 1948 года об обмене землёй между Лихтенштейном и Швейцарией.